# Premier (стриминговый сервис)
Premier — российская компания, ведущая деятельность в области телевизионного вещания; стриминговый видеосервис фильмов и сериалов, а также развлекательных и спортивных телевизионных программ. Основана 16 августа 2018 года холдингом «Газпром-медиа» как компания «ТНТ-Premier». 28 августа 2019 года компания сменила название на Premier.
Видеоплатформа предлагает доступ по модели подписки (SVOD) к популярным телевизионным шоу и сериалам развлекательных и спортивных каналов холдинга «Газпром-медиа», к потоковому видео, эксклюзивным материалам, которые не вошли в основной контент телеканалов, входящих в холдинг: «НТВ», «ТНТ», «ТВ-3», «Пятница!», «Суббота!», «ТНТ4», «2x2», «Матч ТВ» и «Матч! Страна».
По данным консалтингового агентства «ТМТ Консалтинг», компания Premier занимает около 2—3 % рынка легальных видеосервисов России и по доходам входит в топ-10 организаций (с ростом выручки онлайн-кинотеатров на 86,7 % по итогам 2019 года), занимающихся дистрибуцией потокового мультимедиа.

## История
Видеоплатформа «ТНТ-Premier» была запущена 16 августа 2018 года.
В день старта платформы пользователи смогли посмотреть сразу две премьеры телеканала «ТНТ»: сериал Семёна Слепакова «Домашний арест» и второй сезон скетчкома от Гарика Харламова и Тимура Батрутдинова «ХБ», а также новые выпуски шоу «Импровизация», «Где логика?», Stand Up и продолжение комедийного сериала «Деффчонки». В этот же день в официальном сообществе «ТНТ» во «ВКонтакте» в режиме онлайн состоялась презентация первой серии сериала «Домашний арест».
28 августа 2019 года видеосервис «ТНТ-Premier» отказался от приставки «ТНТ» в своём брендовом названии, сменив его на Premier.

## Руководство

### Генеральные директора
- Владимир Чопов (2019—2020)
- Иван Гродецкий (2020—2021)[8]
- Софья Митрофанова (Квашилава) (2021—2023)[9]
- Сергей Стамболцян (2023[10]—2024)
- Виктория Михно (с 16 октября 2024)[11]

### Генеральный продюсер / Заместитель генерального директора
- Тимур Вайнштейн (2020[8]—2021)
- Макар Кожухов (2021[12]—2024[13])
- Давид Кочаров (с 29 мая 2024)[14]

### Креативный продюсер
- Алексей Базанов (с 25 декабря 2024)[15]

## Оригинальные проекты
Все сериалы и фильмы ниже считаются оригинальными проектами онлайн-кинотеатра Premier.
| Название                                | Даты выхода           | Дата завершения       | Количество эпизодов | Статус                    |
| --------------------------------------- | --------------------- | --------------------- | ------------------- | ------------------------- |
| Домашний арест                          | 16 августа 2018 года  | 25 октября 2018 года  | 12                  | завершён                  |
| Бонус                                   | 20 сентября 2018 года | 20 декабря 2018 года  | 16                  | завершён                  |
| Звоните ДиКаприо!                       | 20 октября 2018 года  | 1 декабря 2018 года   | 8                   | завершён                  |
| Год культуры                            | 22 ноября 2018 года   | 17 марта 2022 года    | 36                  | завершён                  |
| Мёртвое озеро                           | 14 марта 2019 года    | 25 апреля 2019 года   | 8                   | завершён                  |
| Секта                                   | 23 мая 2019 года      | 23 мая 2019 года      | 8                   | завершён                  |
| Обычная женщина. Нерассказанная история | 20 июня 2019 года     | 7 января 2021 года    | 17                  | завершён                  |
| БИХЭППИ                                 | 11 июля 2019 года     | неизвестно            | 8                   | готовится второй сезон    |
| Учителя                                 | 22 августа 2019 года  | 24 октября 2019 года  | 12                  | завершён                  |
| Эпидемия                                | 14 ноября 2019 года   | 2 июня 2022 года      | 16                  | завершён                  |
| Колл-центр                              | 23 марта 2020 года    | 2 апреля 2020 года    | 8                   | завершён                  |
| #СидЯдома                               | 16 апреля 2020 года   | 4 июня 2020 года      | 8                   | завершён                  |
| Мир! Дружба! Жвачка!                    | 23 апреля 2020 года   | 15 июня 2023 года     | 24                  | завершён.                 |
| Окаянные дни                            | 11 июня 2020 года     | 16 июля 2020 года     | 10                  | завершён                  |
| Игра на выживание                       | 31 августа 2020 года  | неизвестно            | 20                  | готовится третий сезон    |
| Перевал Дятлова                         | 16 ноября 2020 года   | 26 ноября 2020 года   | 8                   | завершён                  |
| Полёт                                   | 25 января 2021 года   | 4 февраля 2021 года   | 8                   | завершён                  |
| Документалист. Охотник за призраками    | 15 июля 2021 года     | 27 июля 2021 года     | 8                   | завершён                  |
| Инсомния                                | 7 октября 2021 года   | 2 ноября 2021 года    | 8                   | завершён                  |
| Вне себя                                | 18 ноября 2021 года   | 9 декабря 2021 года   | 8                   | завершён                  |
| Идентификация                           | 17 февраля 2022 года  | 31 марта 2022 года    | 8                   | завершён                  |
| Капельник                               | 15 сентября 2022 года | 22 сентября 2022 года | 6                   | завершён                  |
| Нина                                    | 3 октября 2022 года   | 20 октября 2022 года  | 16                  | завершён                  |
| Кафе «Куба»                             | 13 марта 2023 года    | 6 апреля 2023 года    | 21                  | завершён                  |
| Красный 5                               | 22 февраля 2024 года  | 4 апреля 2024 года    | 8                   | завершён                  |
| Казачок                                 | 31 марта 2024 года    | неизвестно            | 8                   | идёт показ второго сезона |
| Киберпапа                               | 8 апреля 2024 года    | 18 апреля 2024 года   | 17                  | завершён                  |
| Жвачка                                  | 16 октября 2024 года  | 27 ноября 2024 года   | 8                   | завершён                  |
| Плевако                                 | 7 ноября 2024 года    | 12 декабря 2024 года  | 10                  | завершён                  |
| Подслушано в Рыбинске                   | 30 января 2025 года   | неизвестно            | 8                   | готовится второй сезон    |

### Фильмы и сериалы
- «Год свиньи» (2018)
- «На край света» (2019)
- «Чернобыль. Зона отчуждения. Финал» (2019)
- «Верность» (2019)
- «Гроза» (2019)
- «Аванпост» (2019, 2020)
- «Золотое кольцо» (2020)
- мультсериал «Чуч-Мяуч» (с 2021)
- «Бедный олигарх» (2022)
- «Ресторан по понятиям» (2022)
- «Ресторан по понятиям: Бедный олигарх» (2022)
- «На работу» (2024)
- «Постучись в мою дверь в Москве» (2024)
- «Вас беспокоят из банка» (2024)
- «Бедные смеются, богатые плачут» (2024)
- «Прелесть» (2024)

### Документальные фильмы
- «С закрытыми окнами. Честная биография Кирилла Толмацкого» (2019) — о российском хип-хоп исполнителе Децле
- «Поток» (2019—2020) — документальные фильмы о влиятельных личностях в индустрии музыки
- «Фадеев наносит ответный удар» (2020)
- «Исповедь» (2020) — автобиографические документальные фильмы с откровенными признаниями от медийных личностей
- Документальный цикл «Прирождённые убийцы» (2020)
- Документальный цикл «Рассказ уволенного» (2020)
- «Это Эдик. Сказка о подаренном и украденном детстве» (2020)

### Шоу
- «ХБ» (2018) — 2-й сезон скетчкома, позже показанный на ТНТ
- «Love is…» (2019) — финальные серии женского скетчкома, ранее шедшего на ТНТ
- «Хейт ток» (2019) — шоу, в котором звезды встречаются лицом к лицу со своими хейтерами и отвечают на их вопросы
- «#ещёнепознер» (2019) — авторское шоу в формате интервью, автором и ведущим которого является Николай Солодников. Первым гостем шоу на платформе стала актриса Ксения Раппопорт
- «Трип» (2019) — расследования молодых журналистов
- «Хочу сибаса» (2020) — тревел-шоу с видеоблогерами
- «Закрытый мир» (2020) — документальное реалити-шоу
- «Ночной дожор» (2020)
- «Вписка у Маргулиса» (2020)
- «Stand Up Аутсайд» (2020)
- «Непримиримые. Поединок Злословия» (2020)
- «Мальчишник. Реалити на разрыв» (2020)
- «ДНК-шоу» (2021)

На сервисе также находятся шоу производства компании «Medium Quality» Вячеслава Дусмухаметова («Ошуительное хоу», «Я себя знаю!», «Созвон», «RoastBattle» и др.).

## Рейтинги
16 августа 2018 года за первые часы работы на видеосервисе «ТНТ-Premier» было зарегистрировано несколько десятков тысяч аккаунтов. За первые сутки работы приложение сервиса было установлено более чем на 100 тысячах мобильных устройств. И приложение вошло в топ-5 бесплатных приложений в App Store и Google Play, заняв первое место в категории «Развлечения» в App Store и второе место в категории набирающих популярность приложений в Google Play.
За первый месяц работы количество уникальных пользователей видеосервиса «ТНТ-Premier» превысило 2 млн человек, а количество установок мобильного приложения — несколько сот тысяч скачиваний. Кроме того, по итогам месяца приложение «ТНТ-Premier» возглавило топ-5 бесплатных мобильных приложений в категории «Развлечения» в App Store и заняло третье место в категории «Развлечения» (бесплатные) в Google Play.
За первые 30 дней работы контент, который представлен на «ТНТ-Premier» до эфира, собрал более 3,9 млн просмотров.

## Цензура
- Пятая серия сериала «Эпидемия», выпущенная 12 декабря 2019 года, была удалена с платформы в ночь на 14 декабря, а показ оставшейся второй половины проекта планировалось перенести на февраль 2020 года[26]. Режиссёр Павел Костомаров рассказал, что для него перенос второй части сериала на следующий год стал сюрпризом. СМИ сообщили, что возможной причиной снятия с эфира «Эпидемии» могут быть показанные в пятой серии истребление «с карантинными целями» мирных граждан подразделениями ОМОН в провинциальном населённом пункте и ликвидация силовиков-«чистильщиков» группой сопротивления из местных жителей[27][28][29][30]. 16 декабря 2019 года промо-продюсер «ТНТ» Кристина Сникерс после удаления пятого эпизода сериала обрушилась с критикой на тему цензуры на российском телевидении[31][32].
- 18 декабря 2019 года директор «ТВ-3» и продюсер сериала Валерий Федорович на своей странице в Facebook официально сообщил о том, что 19 декабря 2019 года на онлайн-платформе Premier планируют возобновить показ, разместив 5-ю и 6-ю серии[33], однако в конце дня официально сообщили о переносе размещения серий на 1 день. 5-я и 6-я серии были выложены 20 декабря 2019 года[34][35][36]. По версии издания «Медуза», возобновить показ сериала помог министр культуры России Владимир Мединский. Согласно двум источникам издания, близким к министерству и трём собеседникам, близким к «ТНТ», Мединский связывался с главой «Газпром-медиа» Дмитрием Чернышенко и уточнял, что случилось с сериалом. По словам источников, у Мединского были «серьёзные совещания» с Чернышенко. После возобновления показа сериала в шестом эпизоде появился комментарий диктора, который уточняет, что расстрелом мирного населения занимаются не силовики и военные, а «представители незаконных вооруженных формирований». В «Газпром-медиа» отрицают прохождение переговоров с министерством культуры, а Мединский также опроверг причастность к возвращению сериала[37][38].

- В конце сентября 2022 года сатирический кукольный сериал «Горемыки» пропал из онлайн-кинотеатра Premier, хотя начал выходить только 16 сентября. Представители платформы заявили, что в нынешнее время острая сатира о жизни людей неуместна. Ранее проект сталкивался с цензурой как здесь, так и на 2x2[39].

- 19 июня 2023 года из видеотеки онлайн-кинотеатра был исключён сериал «Ольга». Причина — негативные высказывания актрисы Яны Трояновой. Также из видеотеки сервиса Premier был исключён и другой контент с её участием: комедия «Конец фильма», спин-офф «Чича из "Ольги"» и телешоу «Последний герой», где она была в роли ведущей[40].